# Arjosari (Rejoso)
Arjosari is een bestuurslaag in het regentschap Pasuruan van de provincie Oost-Java, Indonesië. Arjosari telt 4084 inwoners (volkstelling 2010).